# Bodzów
Bodzów is een plaats in het Poolse district  Nowosolski, woiwodschap Lubusz. De plaats maakt deel uit van de gemeente Bytom Odrzański en telt 150 inwoners.